# Barbara Mason
Barbara Mason (* 9. August 1947 in Philadelphia, Pennsylvania) ist eine US-amerikanische R&B- und Soul-Sängerin und Songschreiberin. Ihr bekanntester Hit ist der von ihr geschriebene Yes, I'm Ready aus dem Jahr 1965.

## Biografie
Als Teenager arbeitete Mason zunächst als Songwriter. Ihre Komposition Yes, I'm Ready machte sie auch als Interpretin bekannt. Weitere Top-Hits in den 1960ern hatte sie mit Sad, Sad Girl und Oh How It Hurts.
In den 1970ern wurden ihre Texte direkter, die Musik stärker Funk-orientiert – bis hin zum Rap. Mit Stücken wie Give Me Your Love und From His Woman to You erreichte sie wieder die vorderen Regionen der Charts. Zweimal sang sie Lieder zu Blaxploitation-Krimis: 1973 entstand der kleine R&B-Hit Child of Tomorrow für Jagd auf linke Brüder (Gordon’s War) und 1975 interpretierte sie mehrere Lieder auf dem von Monk Higgins und Alex Brown verantworteten Soundtrack zu Sheba, Baby.
Nachdem Barbara Mason 1975 das Plattenlabel Buddha Records verlassen hatte, erschien sie nur noch gelegentlich in den Charts. Immerhin, das von Mason geschriebene Yes, I’m Ready stand 1980 wieder ganz oben in den US-Charts. Eine Cover-Version von Teri DeSario und KC hatte es bis auf Platz 2 gebracht. Weitere kleinere Hits mit diesem Lied gelangen Tom Sullivan 1976 und Jeffrey Osborne 2004.
2006 erhielt Mason den Pioneer Award der Rhythm and Blues Foundation.

## Diskografie

### Alben
- 1965: Yes, I'm Ready (Arctic) – US #129
- 1968: Oh How It Hurts (Arctic) – R&B #42
- 1970: If You Knew Him Like I Do (National General)
- 1973: Give Me Your Love (Buddah) – US #95, R&B #17
- 1974: Lady Love (Buddah) – R&B #29
- 1974: Transition (Buddah)
- 1975: Love's the Thing (Buddah) – US #187, R&B #42
- 1978: I Am Your Woman, She Is Your Wife (Prelude)
- 1980: A Piece Of My Life (WMOT)
- 1981: Yes I'm Ready (Unidisc)
- 1984: Another Man (West End)
- 1998: Yes, I'm Ready: Best of Barbara Mason (Aim)
- 2007: Feeling Blue (Sunswept)

### Singles
- 1965: Girls Have Feelings Too – R&B #31
- 1965: Sad, Sad Girl – US #27, R&B #12
- 1965: Yes, I'm Ready – US #5, R&B #2
- 1968: Oh, How It Hurts – US #59, R&B #11
- 1970: If You Knew Him Like I Do – R&B #38
- 1970: Raindrops Keep Fallin' On My Head – R&B #38
- 1972: Bed and Board – US #70, R&B #24
- 1973: Child of Tomorrow – R&B #79
- 1973: Give Me Your Love – US #31, R&B #9
- 1975: From His Woman to You – US #28, R&B #3
- 1975: Make It Last – R&B #35
- 1975: Shackin' Up – US #91, R&B #9
- 1975: We Got Each Other – R&B #38
- 1978: I Am Your Woman, She Is Your Wife – R&B #14
- 1981: I'll Never Love the Same Way Twice – R&B #54
- 1981: She's Got the Papers (But I Got the Man) – R&B #29
- 1984: Another Man – R&B #68; UK #45